# Shine-Dalgarnosequentie
De Shine-Dalgarnosequentie (of Shine-Dalgarno box) is een naam die binnen het domein van de biochemie en de genetica gegeven wordt aan een welbepaalde opeenvolging van nucleotiden op het mRNA. Het heeft een speciale functie binnen het proces van eiwitsynthese.
De Shine-Dalgarnosequentie is een ribosomale bindingsplaats op het mRNA die zich voornamelijk bevindt op 16 nucleotiden van het startcodon AUG (richting 5' uiteinde). Het concept van deze sequentie werd geïntroduceerd door de Australische wetenschappers John Shine en Lynn Dalgarno. De sequentie bestaat enkel bij prokaryoten. De consensussequentie van zes basen is AGGAGG; bij E. coli bijvoorbeeld is de sequentie AGGAGGU. Deze sequentie helpt het ribosoom naar het mRNA zodat eiwitsynthese van start kan gaan. Hierbij zal het op een lijn komen te staan met de startcodon. De complementaire sequentie (CCUCCU) wordt de anti-Shine-Dalgarnosequentie genoemd en bevindt zich op het 3' uiteinde van het 16s rRNA van het ribosoom. Het eukaryoot equivalent van de Shine-Dalgarnosequentie wordt de Kozak sequentie genoemd.
Mutaties in de Shine-Dalgarnosequentie kunnen translaties laten afnemen. Deze vermindering is het gevolg van een afgenomen mRNA-ribosoom bindingsefficiëntie van complementaire basen. Dit wordt aangetoond door het feit dat complementaire mutaties in de anti-Shine-Dalgarnosequentie translaties terug in werking kunnen stellen.
Wanneer de Shine-Dalgarnoseqentie en de anti-Shine-Dalgarnosequentie aan elkaar binden, zullen de initiatiefactoren (IF2-GTP, IF1, IF3) voor de translatie en het inleidende tRNA fMet-tRNA (N-Formylmethionine) naar het ribosoom gebracht worden.

## Het ribosomale S1-proteïne in gram-negatieve bacteriën
Bij gram-negatieve bacteriën is de aanwezigheid van een Shine-Dalgarnosequentie niet vereist opdat het ribosoom de inleidende codon zou vinden. Er is bijvoorbeeld aangetoond dat deletie van de anti-Shine-Dalgarnosequentie uit 16s rRNA niet leidt tot het starten van de translatie op niet-authentieke plaatsen. Veel prokaryote mRNA's bezitten zelf geen Shine-Dalgarno sequenties. Datgene wat het ribosoom voornamelijk naar de initiatieregio van het mRNA brengt, is blijkbaar het ribosomale eiwit S1 dat bindt met AU-rijke sequenties bij vele prokaryote mRNA's 15 tot 30 nucleotiden verder op het 5' uiteinde van de startcodon.